# Apunte escondido

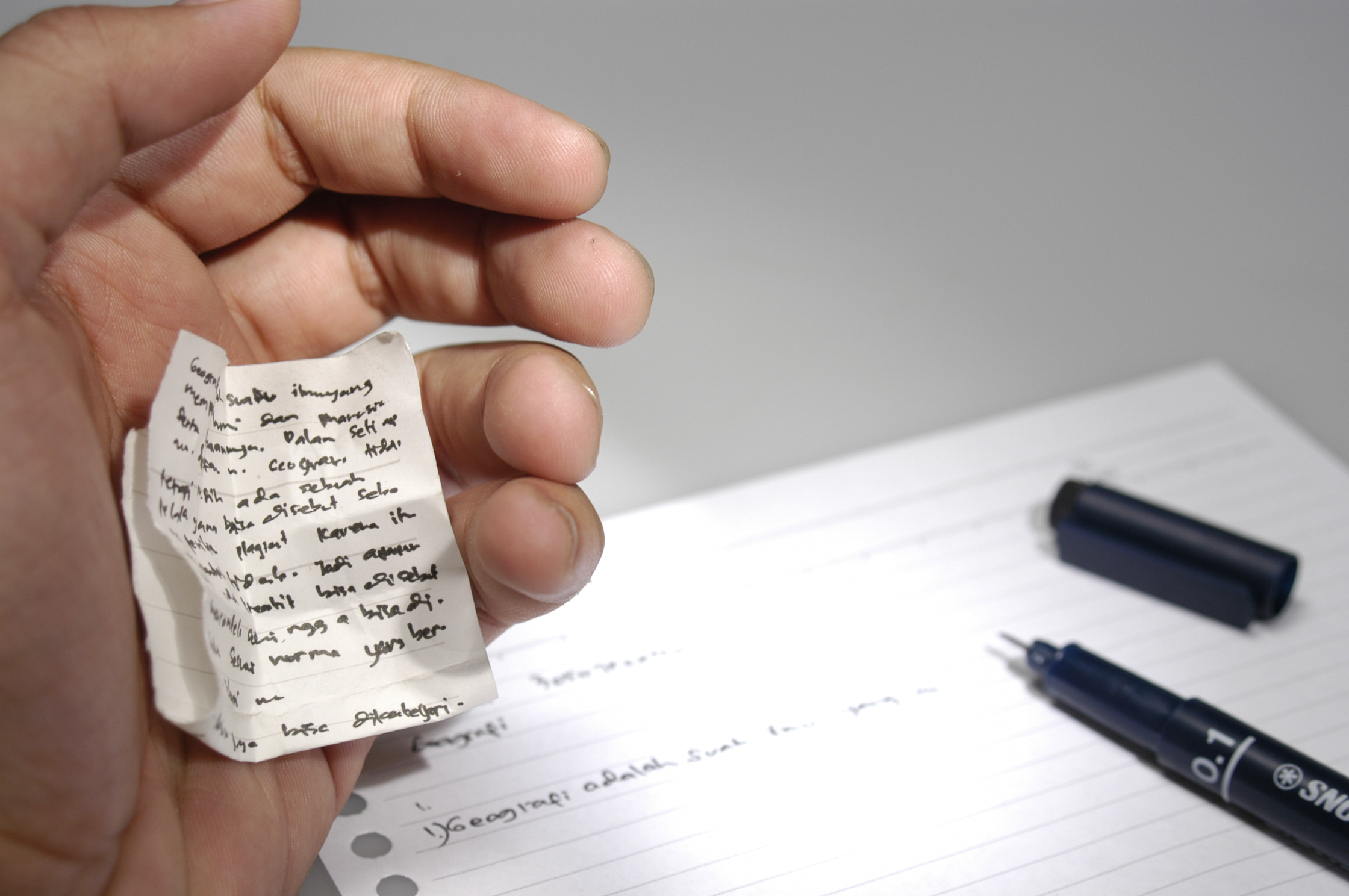
El apunte escondido sirve para aprobar deshonestamente un examen y constituye una ilegalidad o fraude. Sin embargo, su elaboración puede ser útil para el aprendizaje.

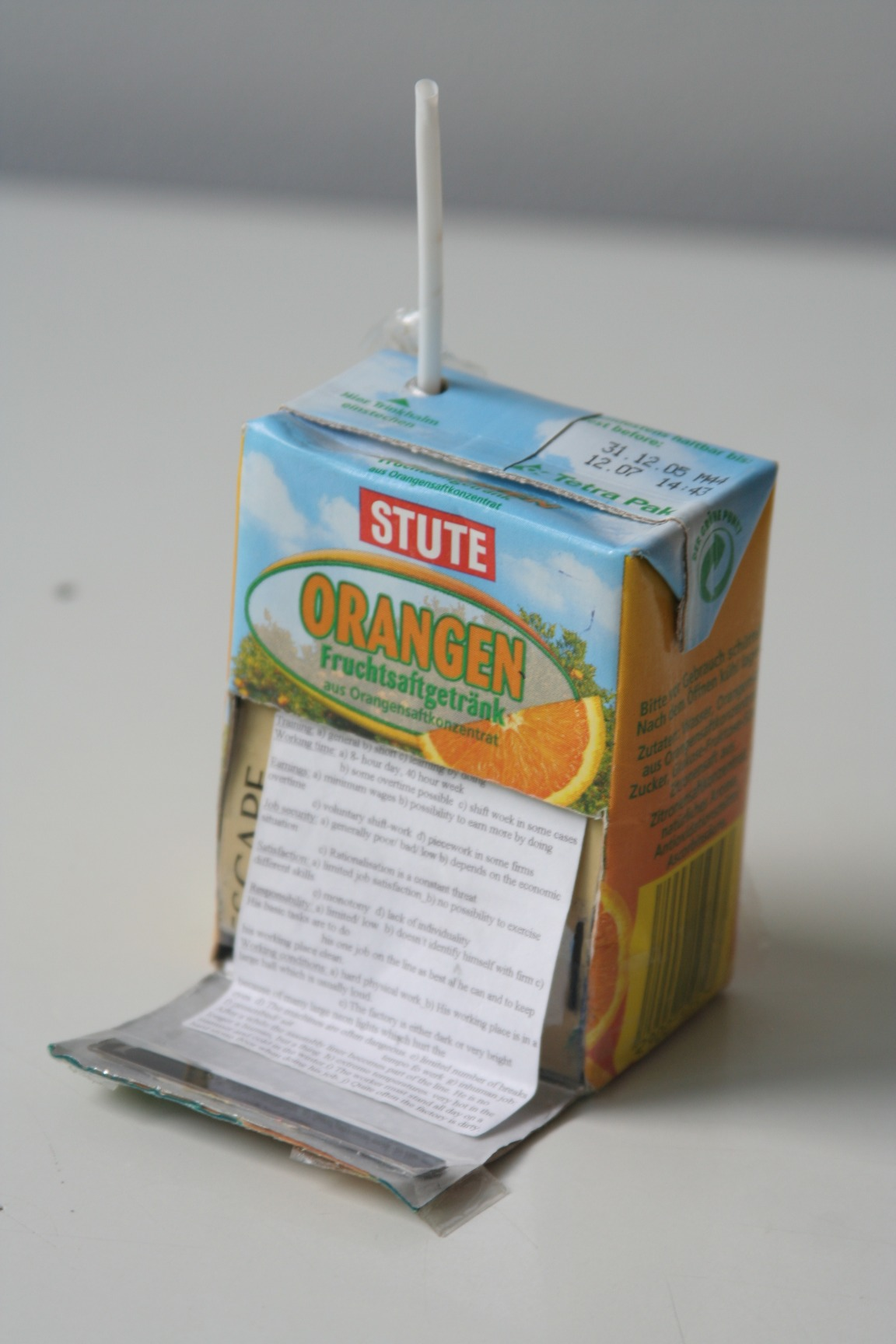
Apunte escondido, en un envase de zumo.

Un apunte escondido es un tipo de prontuario que se utiliza de forma clandestina como fuente de información en los exámenes. La anotación de este apunte se realiza habitualmente en un trozo de papel o en el propio cuerpo, aunque existen variantes más complejas, como hacerlo en un útil, en un móvil o en la mesa.
El uso de apuntes escondidos es un fraude que puede cambiar los resultados del examen. En caso de ser detectado, el involucrado suele quedar excluido y aplaza (reprueba) el examen o prueba, y puede ser sancionado más severamente; por ejemplo, puede ser expulsado de la institución.
También se puede utilizar apuntes de papel —no necesariamente escondidos— para guiarse al dar una disertación. Esto puede aceptarse sin ser castigado o resultar mal visto, según el contexto. Una alternativa es utilizar un móvil u organizador personal, para hacer dichos apuntes.

## Denominaciones
Existen diversas denominaciones para este tipo de apunte. Estas denominaciones provienen de la jerga estudiantil. Apareció por primera vez recogido por la Real Academia Española como una acepción de «chuleta», en la decimoctava edición del Diccionario de la lengua (en 1956).
Las denominaciones por país son:
- acordeón (en México, El Salvador)[1]
- bate (en Puerto Rico)
- batería (en Panamá)
- chanchullo (en Bolivia)
- chepia (en Honduras)
- chivo (en Cuba, República Dominicana y Guatemala)[2]
- chuleta (en España, Nicaragua, Venezuela y Colombia)[3]
- chiva, copialina,[4] chancuco, pastel o machete (en Colombia)
- código (en Filipinas)[5]
- copiatín (en Paraguay)[6][7]
- forro (en Costa Rica)[8]
- machete (en Argentina y Colombia)[9]
- maseo, poya o polla (en Ecuador)
- plagio (en Perú)
- torpedo (en Chile)
- trencito (en Uruguay)[10]